# Трежница (стадион)
„Трежница“ е многофункционален стадион в град Подгорица, Черна гора.
Разполага с капацитет от 7000 места и естествена тревна настилка. Размерите на полето са 105 м в дължина на 70 м в ширина. Служи за домашен стадион на местния футболен отбор ФК „Зета“.